# قوزلو (لاچین)
قوزلو (ترکی آذربایجانی: Qozlu) یک منطقهٔ مسکونی در جمهوری آرتساخ است که در استان کاشاتاق واقع شده‌است.